# غاريث ويليام
غاريث ويليام (بالفرنسية: Gareth Hale)‏
```
هو 
ممثل
 
غيني
، ولد في 15 يناير 1953.
[
1
]
[
2
]
[
3
]
```

## وصلات خارجية
- غاريث ويليام على موقع IMDb (الإنجليزية)
- غاريث ويليام على موقع ألو سيني (الفرنسية)
- غاريث ويليام على موقع ميوزك برينز (الإنجليزية)
- غاريث ويليام على موقع أول موفي (الإنجليزية)
- غاريث ويليام على موقع قاعدة بيانات الفيلم (الإنجليزية)
- غاريث ويليام على موقع كينوبويسك (الروسية)